# Frank Sinatra Sings for Only the Lonely
| Оценки критиков | Оценки критиков |
| Источник        | Оценка          |
| --------------- | --------------- |
| AllMusic        | [ 2 ]           |

Frank Sinatra Sings for Only the Lonely (также известный. как Sings for Only the Lonely, или просто Only the Lonely) — альбом Фрэнка Синатры. Вышел в 1958 году на лейбле Capitol Records.
Альбом представляет себе коллекцию песен о неразделённой любви и следует схожей формуле с предыдущими альбомами Синатры In the Wee Small Hours (1955) и Where Are You? (1957).
Достиг 1 места в чарте альбомов в жанре поп-музыки американского журнала «Билборд» (предшественнике теперешнего чарта Billboard 200). 21 июня 1962 года (почти через 4 года после выхода) был по продажам сертифицирован золотым в США.
На 1-й церемонии «Грэмми» (по итогам 1958 года) альбом победил в категории «Лучшая обложка» (англ. Best Album Cover Photography).
В июле 2004 года британский музыкальный журнал Q поместил его на 1 место своего списка «15 Greatest Stoner Albums of All Time».
В 1999 году альбом Frank Sinatra Sings for Only the Lonely (1958 год) был принят в Зал славы премии «Грэмми».

## Список композиций
1. «Only the Lonely» (Sammy Cahn, Jimmy Van Heusen) — 4:10
2. «Angel Eyes» (Matt Dennis, Earl Brent) — 3:46
3. «What's New?» (Bob Haggart, Johnny Burke) — 5:13
4. «It’s a Lonesome Old Town» (Harry Tobias, Charles Kisco) — 4:18
5. «Willow Weep for Me» (Ann Ronell) — 4:49
6. «Goodbye» (Gordon Jenkins) — 5:45
7. «Blues in the Night» (Harold Arlen, Johnny Mercer) — 4:44
8. «Guess I'll Hang My Tears Out to Dry» (Cahn, Jule Styne) — 4:00
9. «Ebb Tide» (Robert Maxwell, Carl Sigman) — 3:18
10. «Spring is Here» (Richard Rodgers, Lorenz Hart) — 4:47
11. «Gone with the Wind» (Allie Wrubel, Herb Magidson) — 5:15
12. «One for My Baby (and One More for the Road)» (Arlen, Mercer) — 4:23